# The Rumble in the Jungle

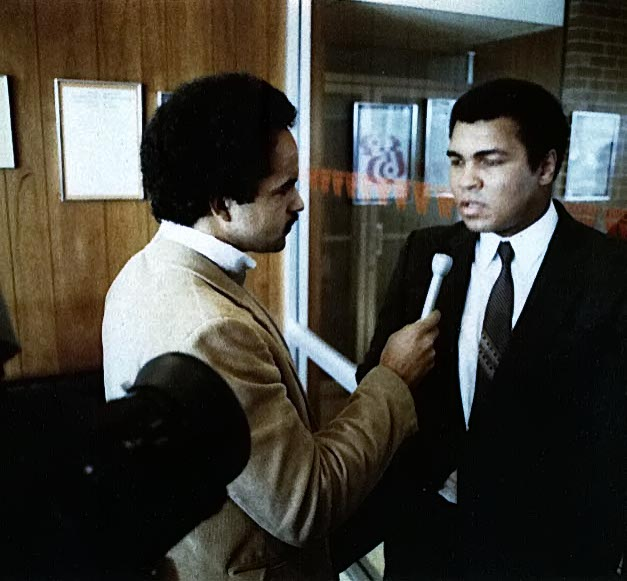
Muhammad Ali intervjuad av amerikansk TV-kanal 1978.

The Rumble in the Jungle (engelska: 'Mullret/Fajten i djungeln') var en berömd boxningsmatch som ägde rum i Kinshasa i Zaire den 30 oktober 1974. Matchens deltagare var den regerande världsmästaren i tungvikt George Foreman, och utmanaren, Muhammad Ali. 

## Bakgrund
Boxningshistoriens mest kände person Muhammad Ali hade 1967 fråntagits VM-titeln som han 1964 vunnit genom att besegra Sonny Liston. Den formella orsaken var att han vägrade göra militärtjänst i Vietnamkriget. Ali blev även avstängd i fem år och fråntagen sitt pass.
Under de år som följde ansåg emellertid många att han ändå var den rättmätige mästaren och allteftersom motståndet mot Vietnamkriget blev allt större i USA ökade kraven på att avstängningen skulle hävas. Hösten 1970 kunde Ali göra comeback, och i mars 1971 mötte han den regerande mästaren Joe Frazier. Mästaren besegrade Ali på poäng och trots diskussioner om snabb returmatch kom ingen sådan till stånd. De kommande åren besegrade Ali hela världseliten under Frazier tills han 1973 överraskande förlorade mot Ken Norton. Ali fick emellertid omgående revansch i en returmatch.
Under tiden hade Frazier i januari 1973 förlorat VM-titeln till George Foreman som 1968 vunnit OS-guld. Foreman, som anses vara en av de mest hårtslående boxarna någonsin, knockade Frazier redan i andra ronden och efter att i två titelförsvar "mosat" José Roman och Ken Norton (K.O seger i rond 1 och 2) var Foreman betraktad som nästintill oslagbar, många experter menade att han kanske var den bäste tungviktsboxaren någonsin. Våren 1974 möttes till slut Ali och Frazier en andra gång. Matchen var en kvalificeringsmatch för att få möta Foreman, Ali fick revansch och vann på poäng.
Den då färske promotorn Don King ordnade rättigheterna att få arrangera matchen. Han utlovade det då astronomiska gaget 5 miljoner dollar var till Foreman och Ali. Problemet för King var hur han skulle finansiera 10 miljoner dollar. Lösningen httade han i Afrika där Zaires (numer Kongo-Kinshasa) diktator Mobutu Seso Seko lovade att garantera pengarna.
Matchen var satt till att gå i slutet av september. Ali och Foreman anlände flera månader tidigare till Zaire för att träna och vänja sig vid det tropiska klimatet. Sedan Alis vägran att delta i Vietnamkriget hade han blivit en hjälte i tredje världen och befolkningen i Zaire slöt upp till 100 % bakom honom.[källa behövs] Foreman skadade sig på träningen varför matchen sköts upp till 30 oktober. För att tillfredsställa de amerikanska TV-tittarna gick matchen sent på natten (eller snarare morgonen) lokal tid.

## Matchen
Den 25-årige obesegrade mästaren hade gått 41 matcher och vunnit hela 38 av dem på K.O, hans knockout-procent var t.o.m. högre än Rocky Marcianos. Få trodde att den sju år äldre Ali skulle ha en chans mot den fruktade knockout-kungen. Inför matchen hade Ali lovat att han skulle "dansa, dansa" för att undvika Foremans fruktade slag och med teknik besegra honom. Inledningsvis försökte han också tillämpa denna taktik men det stod snabbt klart att Ali inte längre var tillräckligt snabb för att klara av det. Foreman var en mästare på att "skära av" ringen för att sedan fånga in motståndaren och knocka honom. Istället gick Ali över till den berömda "rope a dope"-taktiken. Den gick i korta drag ut på att stanna upp mot repen, gardera huvudet och låta Foreman slå sina slag för att sedan satsa på kontringar. Målet var att trötta ut Foreman som inte var van med att gå långa matcher - de flesta motståndarna hade knockats inom 3 ronder. Ali fick emellertid ta emot många hårda kroppsslag men klarade otroligt nog att stå pall för dem. 
Efter 5 ronder började Foreman att tröttna. Ali hade skakat honom med flera farliga kombinationer under ronden och mästaren började bli märkt i ansiktet av de många jabbar som utmanaren träffade honom med. I rond 8 var mästaren utmattad och Ali (som efteråt erkände att även han var mycket sliten vid det laget) blev allt aktivare. I slutet av ronden träffade han Foreman med en perfekt kombination som skickade mästaren till golvet. Foreman klarade inte av att resa sig innan ringdomaren Zach Clayton kom till 10 och inför 70 000 jublande åskådare (Ali kunde inte få mer hemmaplan än han hade den gången) hade Muhammad Ali gjort det "omöjliga". Han hade besegrat Foreman och var återigen tungviktsmästare.

## Efter matchen
Många ville att Ali skulle dra sig tillbaka efter "the rumble in the jungle". Man menade att cirkeln nu var sluten, han hade ju återtagit den VM-titel som sju år tidigare orättmätigt tagits från honom. Vad hade han mer att bevisa? Ali fortsatte dock karriären. 1978 förlorade han VM-titeln till Leon Spinks men återtog den en andra gång ett halvår senare. 1979 drog Ali sig tillbaka men gjorde sedan flera misslyckade försök till comeback. 
George Foreman tog förlusten hårt och återupptog karriären först 1976. Han besegrade Ron Lyle och i en andra match mot Frazier vann han igen (K.O i rond 5). En returmatch mot Ali tycktes given men så förlorade han överraskande mot Jimmy Young och drog sig tillbaka 1977, endast 28 år gammal. 10 år senare gjorde Foreman helt oväntat comeback och efter 24 raka segrar fick han 1991 dvs 17 år efter förlusten mot Ali chansen att återerövra VM-titeln. Mästaren Evander Holyfield vann på poäng. Foreman hade emellertid inte gett upp drömmen att återerövra VM-titeln och 1994 fick han en ny chans och K.O.-besegrade Michael Moorer i rond 10. George Foreman blev då den äldsta boxaren (oavsett viktklass) som någonsin blivit världsmästare.
Ali och Foreman blev efter matchen mycket goda vänner och det har gjorts flera dokumentärer om den berömda matchen.